# Rozbitkowie czasu
Rozbitkowie czasu (tytuł oryginału: Les Naufragés du temps) – francuska seria komiksowa autorstwa Paula Gillona (rysunki, scenariusz tomów 1–10) i Jeana-Claude'a Foresta (scenariusz tomów 1–4 wspólnie z Gillonem), publikowana w latach 1974–1989 przez wydawnictwa Hachette (tomy 1–4) i Les Humanoïdes Associés (tomy 5–10). Po polsku pierwszy tom Rozbitków czasu ukazał się w 1990 nakładem wydawnictwa Prószyński i S-ka na łamach czasopisma "Komiks", w 2010 wydawnictwo Egmont Polska opublikował pięć pierwszych tomów w albumie zbiorczym, a w 2021 wydawnictwo Scream Comics wydało całą serię w dwóch albumach zbiorczych.

## Fabuła
Utrzymana w konwencji space opery seria rozgrywa się pod koniec XXX wieku. Tysiąc lat wcześniej Christopher i Valerie zostają zahibernowani i wysłani w osobnych kapsułach w kosmos, aby tam przeczekali zarazę dziesiątkującą Ziemian. Kiedy zaraza minie, mają zostać ściągnięci na ojczystą planetę i przyczynić się do odbudowy populacji ludzi. Kapsuła z Christopherem powraca na Ziemię. Teraz mężczyzna musi odnaleźć Valerie, wciąż przebywającą w kosmosie. Napotka wiele przeszkód, którym będzie musiał stawić czoła.

## Tomy
| Tom | Tytuł i rok wydania polskiego | Tytuł i rok wydania oryginalnego | Uwagi |
| --- | ----------------------------- | -------------------------------- | --- |
| 1   | Uśpiona gwiazda (1990)        | L'Étoile endormie (1974)         | W 2010 tomy te ukazały się po polsku w jednym albumie zbiorczym i zostały wznowione w tej formie w 2021. |
| 2   | Śmierć z przestworzy (2010)   | La Mort sinueuse (1975)          | W 2010 tomy te ukazały się po polsku w jednym albumie zbiorczym i zostały wznowione w tej formie w 2021. |
| 3   | Labirynty (2010)              | Labyrinthes (1976)               | W 2010 tomy te ukazały się po polsku w jednym albumie zbiorczym i zostały wznowione w tej formie w 2021. |
| 4   | Świat kanibali (2010)         | L'Univers cannibale (1976)       | W 2010 tomy te ukazały się po polsku w jednym albumie zbiorczym i zostały wznowione w tej formie w 2021. |
| 5   | Czuła chimera (2010)          | Tendre Chimère (1977)            | W 2010 tomy te ukazały się po polsku w jednym albumie zbiorczym i zostały wznowione w tej formie w 2021. |
| 6   | Władcy marzeń (2021)          | Les Maîtres-Rêveurs (1978)       | W 2021 tomy te ukazały się po polsku w jednym albumie zbiorczym.                                         |
| 7   | Piętno Beseleka (2021)        | Le Sceau de Beselek (1979)       | W 2021 tomy te ukazały się po polsku w jednym albumie zbiorczym.                                         |
| 8   | Orto-mentasi (2021)           | Ortho-Mentas (1981)              | W 2021 tomy te ukazały się po polsku w jednym albumie zbiorczym.                                         |
| 9   | Terra (2021)                  | Terra (1984)                     | W 2021 tomy te ukazały się po polsku w jednym albumie zbiorczym.                                         |
| 10  | Kryptomeria (2021)            | Le Cryptomère (1989)             | W 2021 tomy te ukazały się po polsku w jednym albumie zbiorczym.                                         |